# .np
.np è il dominio di primo livello nazionale assegnato al Nepal.

## Domini di secondo livello
Sono disponibili i seguenti domini di secondo livello:
- .com.np
- .coop.np
- .edu.np
- .gov.np
- .info.np
- .mil.np
- .name.np
- .net.np
- .org.np